# Kirsten Zickfeld
Kirsten Zickfeld (Saarbrücken, 1971) is een Duits klimaatwetenschapster. Ze is verbonden aan de Simon Fraser-universiteit.

## Leven en werk
Zickfeld behaalde in 1998 haar master in natuurkunde aan de Vrije Universiteit Berlijn. In 2004 behaalde ze haar doctorstitel in de natuurkunde aan de Universiteit van Potsdam. In 2005 werkte ze aan het Potsdam-Institut für Klimafolgenforschung. Van 2006 tot 2014 werkte ze aan de Universiteit van Victoria. Van 2008 tot 2010 was ze tevens onderzoekster bij het Canadian Centre for Climate Modelling and Analysis. Sinds 2010 doet ze onderzoek aan de Simon Fraser-universiteit.
Zickfelds onderzoek richt zich op de effecten van antropogene broeikasgassen en aerosolemissies op het klimaat ten aanzien van de 20e eeuw. Ze bekijkt onder meer of ze negatieve broeikasgasemissies kan omzetten om zo de klimaatverandering tegen te gaan.
Zickfeld waarschuwt voor mogelijke klimaatvluchtelingen als gevolg van klimaatverandering. Verder is ze een van de auteurs van het rapport Special Report on Global Warming of 1.5 °C van het IPCC.

## Publicaties (selectie)
- K. Zickfeld, M. Eby, H. D. Matthews, A. J. Weaver: Setting cumulative emissions targets to reduce the risk of dangerous climate change. in: Proceedings of the National Academy of Sciences of the United States of America. nr. 38 (2009), pp. 16129–16134.
- H. D. Matthews, N. Gillett, P. A. Stott, K. Zickfeld: The proportionality of global warming to cumulative carbon emissions. in: Nature. (2009), pp. 829–833.
- M. Collins, K. Zickfeld, e.a.: Chapter 12: Long-term Climate Change: Projections, Commitments and Irreversibility. in: Climate Change 2013: The Physical Science Basis, Contribution of Working Group I to the Fifth Assessment Report of the Intergovernmental Panel on Climate Change. Cambridge University Press, Cambridge (2013), pp. 1029–1136.
- J. A. Church, P.U. Clark, K. Zickfeld, e.a.: Chapter 13: Sea Level Change. in: Climate Change 2013: The Physical Science Basis, Contribution of Working Group I to the Fifth Assessment Report of the Intergovernmental Panel on Climate Change. Cambridge University Press, Cambridge (2013), pp. 1137–1216.

- Gemeinsame Normdatei: 129188344
- International Standard Name Identifier: 0000 0000 2082 3726
- Virtual International Authority File: 28143588
- WorldCat: E39PBJt8gd3MYfTKBtp9hdGmBP